# Биржевой проезд
Биржево́й проезд — улица в Василеостровском районе Санкт-Петербурга. Проходит от Менделеевской линии до Биржевой площади.

## История
Современное название Биржевой проезд известно с 1900-х годов на участке от Таможенного переулка до Тифлисского переулка. Название связано с местонахождением Биржи, с задней стороны которой проходит проезд. Современные границы приобрёл в 1957 году. С этого времени иногда разделяется на Биржевой проезд № 1 (южная часть) и Биржевой проезд № 2 (северная часть).

## Достопримечательности

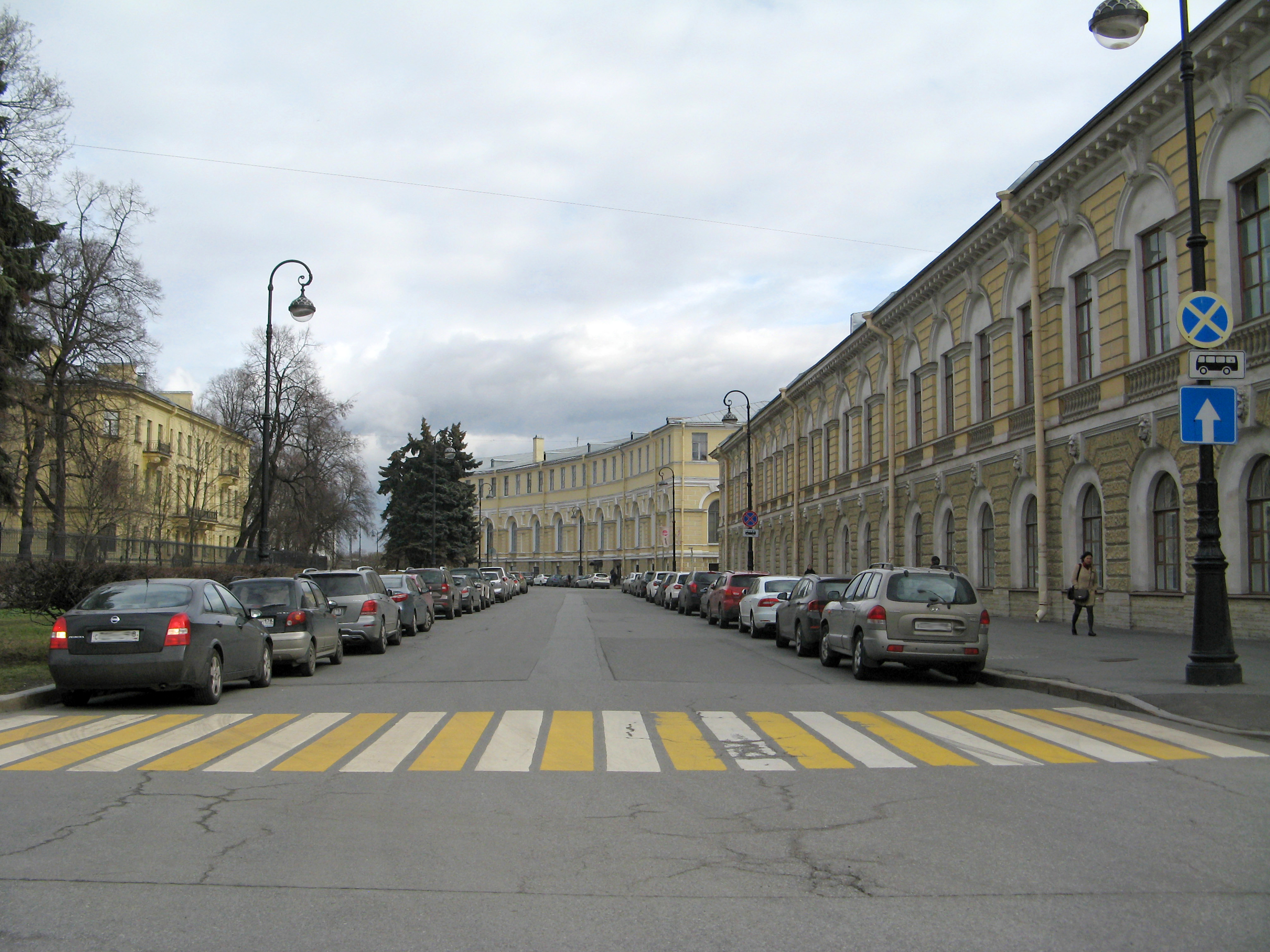
Биржевой проезд (южная часть) и музейный флигель РАН

- Клиника НИИ акушерства и гинекологии им. Д. О. Отта РАМН
- Здание Петербургской академии наук
- Южный пакгауз Биржи
- Здание Биржи
- Северный пакгауз Биржи
- Дворец Петра II